# Ахатов, Хамит Файзрахманович
Хамит Файзрахманович Ахатов (род. 29 апреля 1955) — советский и российский тренер по лыжным дисциплинам. Заслуженный тренер России (1994). Отец биатлонистки Альбины Ахатовой.

## Биография
Родился 29 апреля 1955 года в деревне Мамашир Кукморского района Татарской АССР.
В 1976 году окончил Ленинградский институт физической культуры. Будучи студентом он и его супруга Татьяна серьёзно занимались биатлоном, выступали за сборную Ленинграда, стали кандидатами в мастера спорта по лыжным гонкам. В 1981 году по приглашению председателя горисполкома П. Г. Зайцева вместе с женой переехал в город Лабытнанги Ямало-Ненецкого автономного округа, где Хамит Ахатов стал тренером по лыжным гонкам, а Татьяна Ахатова — директором ДЮСШ. Уже в 1986 году команда ДЮСШ города Лабытнанги заняла I и II место в эстафетных гонках на окружных соревнованиях ЯНАО.
Среди воспитанников Хамита Ахатова его дочь Альбина Ахатова, олимпийская чемпионка Луиза Носкова, чемпионка Европы и мира Юлия Макарова и другие.

## Семья
- Жена — Татьяна Вениаминовна Ахатова, выпускница Ленинградского института физической культуры. Была директором ДЮСШ города Лабытнанги. Погибла в 2000 году. Её имя носит ДЮСШ города Лабытнанги[1].
- Дочь — Альбина Хамитовна Ахатова, российская биатлонистка, Заслуженный мастер спорта России, чемпионка и призёр Олимпийских игр 1998, 2002, 2006 годов[1].

## Награды и звания
- Медаль ордена «За заслуги перед Отечеством» I степени[4]
- Медаль ордена «За заслуги перед Отечеством» II степени[4]
- Заслуженный тренер России (1994)[2]
- Знак «Отличник народного просвещения» (1993)[2]
- Благодарность Президента Российской Федерации (2007)[5]
- Почётный гражданин города Лабытнанги (2000)[4]
- Почётный гражданин Ямало-Ненецкого автономного округа (2014)[4]
- Знак отличия «За заслуги перед Ямалом» (15 декабря 2017) — за высокий профессионализм и значительный вклад в социально-экономическое развитие Ямало-Ненецкого автономного округа